# Heinkel He 277
Le Heinkel He 277 est un projet de bombardier lourd allemand développé pendant la Seconde Guerre mondiale, dérivé du Heinkel He 177.

## Conception
Le Heinkel He 277 a été conçu en 1942 en réponse à la compétition Amerikabomber pour un bombardier lourd à longue portée avec la portée nécessaire pour atteindre New York. En février 1943, le projet Heinkel pour un bombardier intercontinental basé sur le Heinkel He 177B-7 fut désigné He 277 par le RLM. Plusieurs livres sur les avions allemands de la Seconde Guerre mondiale ont confondu le He 277 avec le He 177B, un dérivé du He 177 avec quatre moteurs séparés, et ont affirmé que He 177B était une désignation de couverture pour He 277, mais les documents du RLM et de la société Heinkel indiquent que He 177B a été affecté beaucoup plus tard que He 277 au He 177 à quatre moteurs, dont le premier prototype a volé en décembre 1943,,.
La conception du He 277 était similaire au He 177B-7 en ce qu'elle avait une section de nez rappelant le Bristol Blenheim, mais différait par un train d'atterrissage tricycle et une envergure beaucoup plus longue. La conception initiale du He 277 aurait eu quatre moteurs radiaux BMW 801, mais Heinkel a ensuite proposé d'équiper le He 277 du DB 603. L'armement défensif comprenait deux canons automatiques MG 151/20 de 20 mm (0,79 po) dans un Fernbedienbare Drehlafette télécommandé sous le nez. Tourelle «menton» FDL 151Z, quatre canons automatiques MG 151/20 de 20 mm (0,79 po) dans des tourelles dorsales jumelles (une de type FDL télécommandée à l'avant et une à l'arrière Hydraulische Drehlafette HDL 151Z tourelle à commande hydraulique), deux 20 mm (0,79 po ) Canon automatique MG 151/20 dans une tourelle ventrale arrière télécommandée derrière la soute à bombes et quatre mitrailleuses MG 131 de 13 mm (0,51 po) dans une tourelle de queue habitée Hecklafette HL 131V «quadmount». Le He 277 devait transporter jusqu'à 3 000 kg (6 612 lb) de bombes pour les raids aériens sur Manhattan, ou 5 600 kg (12 345 lb) de bombes pour des portées plus courtes,.
Il était prévu de construire trois prototypes He 277 et dix avions d'essais de pré-production He 277A-0, alors même que la conception finale du He 277 restait à finaliser. Cependant, le RLM a annulé le programme He 277 en avril 1944 avant qu'aucun de ces appareils ne puisse être fabriqué.

## Sources & Bibliographie
1. ↑  Green, William. Warplanes of the Third Reich. London: Macdonald and Jane's Publishers Ltd., 1970 (4th Impression 1979).  (ISBN 0-356-02382-6).
2. ↑  Smith, J. Richard and Anthony Kay. German Aircraft of the Second World War. London: Putnam and Company, Ltd., 1972.  (ISBN 0-370-00024-2).
3. 1 2 3  Griehl, Manfred and Dressel, Joachim. Heinkel He 177-277-274, Airlife Publishing, Shrewsbury, England 1998.  (ISBN 1-85310-364-0).
4. ↑  Griehl, M., 2006. Luftwaffe over America: The Secret Plans to Bomb the United States in World War II. London: Greenhill Books.  (ISBN 978-0-7607-8697-0).

- (en) Tony Wood et Bill Gunston, Hitler's Luftwaffe : a pictorial history and technical encyclopedia of Hitler's air power in World War II, Londres, Salamander Books Ltd., 1977, 247 p. (ISBN 978-0-861-01005-9 et 978-0-517-22477-9)

### Développement lié
- Heinkel He 177

### Aéronefs comparables
- Heinkel He 274
- Boeing B-29